# Core (álbum)
Core é o álbum de estreia dos Stone Temple Pilots, lançado a 29 de Setembro de 1992, pela Atlantic Records. Este álbum está na lista dos 200 álbuns definitivos no Rock and Roll Hall of Fame.
O disco foi um enorme sucesso e é geralmente o mais reconhecido álbum da banda. Vendeu 8 milhões de cópias nos Estados Unidos e foi certificado platina por oito vezes pela RIAA, sendo o disco mais vendido da banda.
Contém hits como "Dead And Bloated", "Sex Type Thing", "Plush", "Wicked Garden" e "Creep" . Core é conhecido por fazer parte dos discos de ouro da era grunge.
O single "Plush" ganhou um Grammy Award na categoria "Best Hard Rock Performance".
Core foi o décimo álbum mais vendido dos Estados Unidos em 1993, segundo a Billboard, sendo vendidos 2.700.000 cópias.

## Faixas
1. "Dead & Bloated" (Robert DeLeo, Scott Weiland) – 5:10
2. "Sex Type Thing" (Dean DeLeo, Eric Kretz, Scott Weiland) – 3:36
3. "Wicked Garden" (Robert DeLeo, Dean DeLeo, Scott Weiland) – 4:05
4. "No Memory" (Dean DeLeo) – 1:20
5. "Sin" (Robert DeLeo, Scott Weiland) – 6:05
6. "Naked Sunday" (Dean DeLeo, Robert DeLeo, Eric Kretz, Scott Weiland) – 3:50
7. "Creep" (Robert DeLeo, Scott Weiland) – 5:33
8. "Piece of Pie" (Robert DeLeo, Scott Weiland) – 5:24
9. "Plush" (Robert DeLeo, Scott Weiland, Eric Kretz) – 5:13
10. "Wet My Bed" (Robert DeLeo, Scott Weiland) – 1:36
11. "Crackerman" (Robert DeLeo, Eric Kretz, Scott Weiland) – 3:13
12. "Where the River Goes" (Dean DeLeo, Eric Kretz, Scott Weiland) – 8:26

| Críticas profissionais                                                      | Críticas profissionais |
| Avaliações da crítica                                                       | Avaliações da crítica  |
| Fonte                                                                       | Avaliação              |
| --------------------------------------------------------------------------- | ---------------------- |
| allmusic                                                                    | [ 5 ]                  |
| Entertainment Weekly                                                        | (sem nota)             |
| Robert Christgau                                                            | (B-)                   |
| Rolling Stone                                                               | (sem nota)             |
| Esta tabela precisa de ser acompanhada por texto em prosa. Consulte o guia. |                        |

## Paradas
| Parada (1992) | Posição |
| ------------- | ------- |
| Billboard 200 | 3       |
| Heatseekers   | 1       |

| Ano  | Single           | Parada                 | Posição |
| ---- | ---------------- | ---------------------- | ------- |
| 1993 | "Sex Type Thing" | Mainstream Rock Tracks | 23      |
| 1993 | "Plush"          | Mainstream Rock Tracks | 1       |
| 1993 | "Plush"          | Hot Modern Rock Tracks | 9       |
| 1993 | "Plush"          | Top 40 Mainstream      | 18      |
| 1993 | "Plush"          | UK Singles Chart       | 23      |
| 1993 | "Wicked Garden"  | Mainstream Rock Tracks | 11      |
| 1993 | "Wicked Garden"  | Hot Modern Rock Tracks | 21      |
| 1993 | "Creep"          | Mainstream Rock Tracks | 2       |
| 1993 | "Creep"          | Hot Modern Rock Tracks | 12      |

## Créditos
- Scott Weiland – Vocal
- Dean DeLeo – Guitarra
- Robert DeLeo – Baixo
- Eric Kretz – Bateria